# Lithodidae
Lithodidae is een familie van kreeftachtigen uit de klasse van de Malacostraca (hogere kreeftachtigen).

## Geslachten
- Cryptolithodes Brandt, 1848
- Glyptolithodes Faxon, 1895
- Lithodes Latreille, 1806
- Lopholithodes Brandt, 1848
- Neolithodes A. Milne-Edwards & Bouvier, 1894
- Paralithodes Brandt, 1848
- Paralomis White, 1856
- Phyllolithodes Brandt, 1848
- Rhinolithodes Brandt, 1848
- Sculptolithodes Makarov, 1934